# Syzygium phengklaii
Syzygium phengklaii är en myrtenväxtart som först beskrevs av Pranom Chantaranothai och John Adrian Naicker Parnell, och fick sitt nu gällande namn av Lyndley Alan Craven och Edward Sturt Biffin. Syzygium phengklaii ingår i släktet Syzygium och familjen myrtenväxter. Inga underarter finns listade i Catalogue of Life.